# 罗丝·克里斯蒂亚娜·拉蓬达
罗丝·克里斯蒂亚娜·奥苏卡·拉蓬达（1964年—）是一名加蓬政治家，2020年獲委任為該國首位女性總理，2023年升任副總統；於2023年加彭政變中遭軍方解職。此前曾於2014年至2019年任首都利伯维尔的市長。